# Jiří Bažant
Ing. Jiří Bažant (27. září 1924 Semily – 26. listopadu 2011 Praha ) byl český hudební skladatel, aranžér, klavírista a hudební pedagog.
Po absolutoriu obchodní akademie v letech 1948–1958 hrál jakožto klavírista v různých tanečních orchestrech, od roku 1958 působil ve svobodném povolání. Často spolupracoval s Jiřím Maláskem a Vlastimilem Hálou. S Jiřím Maláskem často vystupoval i coby klavírista, kdy společně vytvořili klavírní duo. Spolupracoval zejména s orchestry Arnošta Kafky, L. Habarta a Ladislava Bezzubky.
Jednalo se o autora hudby k mnoha desítkám známých písní z oblasti pop music celé řady předních českých interpretů, dále se jednalo o ceněného autora filmové, scénické a televizní hudby. Mezi jeho nejznámější díla patří např. filmové muzikály Starci na chmelu z roku 1964 nebo Dáma na kolejích z roku 1966.